# Ryne Sanborn
Ryne Andrew Sanborn (ur. 3 lutego 1989 w Salt Lake City, Utah) – amerykański aktor.

## Życiorys
Zadebiutował w 1997 roku w filmie Not in This Town rolą Stephena, jednak największą sławę przyniosła mu rola Jasona w filmie High School Musical i High School Musical 2.

## Filmografia
- High School Musical 3: Ostatnia klasa (2008) jako Jason
- The Adventures of Food Boy (2008) jako Mike
- High School Musical 2 (2007) jako Jason
- High School Musical (2006) jako Jason
- Everwood (gościnnie, 2003)
- Dotyk anioła (gościnnie, 1998)
- Not in This Town (1997) jako Stephen